# Henry F. Hollis
Henry F. Hollis (Concord, 1869. augusztus 30. – Párizs, 1949. július 7.) az Amerikai Egyesült Államok szenátora (New Hampshire, 1913–1919).